# Сан-Грегорио-Барбариго-алле-Тре-Фонтане (титулярная церковь)
Титулярная церковь Сан-Грегорио-Барбариго-алле-Тре-Фонтане (лат. Titulus Sancti Gregorii Barbadici ad Aquas Salvias) — титулярная церковь была создана Папой Павлом VI 5 марта 1973 года апостольской конституцией Cum ob proxime. Титул принадлежит церкви Сан-Грегорио-Барбариго-алле-Тре-Фонтане, расположенной в квартале Рима Эуропа, на виа Монтанье Роччозе.

## Список кардиналов-священников титулярной церкви Сан-Грегорио-Барбариго-алле-Тре-Фонтане
- Морис Отунга — (5 марта 1973 — 6 сентября 2003, до смерти);
- Бернар Панафьё — (21 октября 2003 — 12 ноября 2017, до смерти);
- Дезире Царахазана — (28 июня 2018 — по настоящее время).